# حصار بلغراد (1688)
حصار بلغراد (1688) معركة كبرى ضمن الحرب التركية العظمى، حيث حاصر التحالف المقدس بقيادة ماكسيميليان الثاني إيمانويل مدينة بلغراد الواقعة تحت سيطرة الدولة العثمانية وأسفر عن احتلال المدينة من قبل الإمبراطورية الرومانية المقدسة بعد قتال استمر أكثر من شهر.

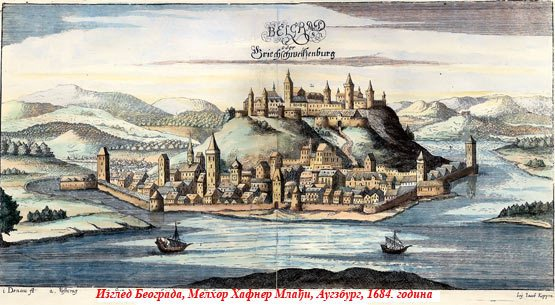
مدينة بلغراد في 1684

## الخلفية
بعد فشل حصار فيينا (1683)، بدأ التحالف المقدس هجومًا واسعًا ضد الدولة العثمانية. كانت بلغراد هدفًا استراتيجيًا لموقعها عند التقاء نهري الدانوب وسافا، مما جعلها بوابة إلى البلقان. منذ سقوط المدينة بيد العثمانيين عام 1521، أصبحت مركزًا دفاعيًا مهمًا للعثمانيين.

## الحصار
بدأ الحصار في 30 يوليو 1688، عندما وصلت القوات الإمبراطورية بقيادة ماكسيميليان إلى مشارف المدينة. تم تطويقها من الغرب والجنوب، واستخدمت المدفعية الثقيلة لخرق أسوارها. في 14 أغسطس، استولى النمساويون على قلعة زيمون المقابلة لبلغراد.
في 6 سبتمبر، شنت القوات هجومًا شاملًا أدى إلى انهيار الدفاعات العثمانية ودخول المدينة.

## المجازر بعد السقوط
شهدت المدينة مذابح واسعة النطاق بحق السكان المسلمين واليهود بعد اقتحامها. تشير التقديرات إلى مقتل ما بين 6,000 إلى 15,000 مدني، وفقًا لروايات معاصرة. بعض المؤرخين يرون أن المجازر كانت نتيجة الغضب من المقاومة العثمانية الطويلة.

## العواقب
مثّل الحصار ذروة التقدم الإمبراطوري في البلقان رغم الانتصار عانت القوات من الاستنزاف ونقص الإمدادات في 1690 استعاد العثمانيون بلغراد بقيادة السلطان أحمد الثاني.

## ما بعد الحصار
بعد انسحاب القوات النمساوية، تحوّلت بلغراد مرة أخرى إلى ساحة معارك في النزاع المستمر بين الطرفين. لاحقًا، انتهى النزاع في المنطقة بتوقيع معاهدة كارلوفيتز عام 1699.